# Prébende
Une prébende est le bénéfice ecclésiastique attaché à la charge de chanoine.

## Définition
Le bénéfice est le revenu provenant du partage de la mense épiscopale,. Par extension, le terme s'est peu à peu appliqué à tout revenu découlant d'une charge ou fonction rémunérée de façon forfaitaire, y compris quand elle est transférée à un laïc.
Le terme de prébendier, ou bénéficiaire d'une prébende, peut également désigner un ecclésiastique servant au chœur, c'est-à-dire au-dessous du chanoine. Un chanoine prébendé est un religieux jouissant d'une portion de revenu dite prébende dans une église cathédrale ou collégiale. La semi-prébende correspondant à la moitié d'une prébende.[réf. nécessaire]
« Prébendier » a été utilisé pour désigner à partir du XVIe siècle les professeurs titulaires d'une chaire universitaire au Royaume-Uni, car leurs revenus étaient versés par l'Église. Le terme était également utilisé pour certains pauvres nourris par une église sur ses propres revenus.
« Prébende » a parfois désigné les distributions de nourriture payées sur le trésor impérial à Rome durant l'Antiquité tardive, et qui cessèrent alors que le trésor s'amenuisait.